# چاریشسکویه (شهرستان اوست-کالمانسکی، سرزمین آلتای)
چاریشسکویه (به لاتین: Charyshskoye) یک منطقهٔ مسکونی در روسیه است که در سرزمین آلتای واقع شده‌است.